# 抗租戰爭
抗租戰爭（Anti-Rent War，也称为海德堡战争，Helderberg War）是1839年至 1845年期间美國纽约州北部發生的一场租户起义。租户宣布他们不再聽從於庄园主人並且抵制稅收以及要求进行土地改革。